# Percy Grainger
Pour les articles homonymes, voir Grainger.
Percy Aldridge Grainger est un pianiste, saxophoniste et compositeur australien, né le 8 juillet 1882 à Brighton (dans la banlieue de Melbourne) et mort le 20 février 1961 à New York.

## Biographie
Son père architecte, John Harry Grainger, vient de Londres tandis que sa mère est issue d'Adélaïde, au sud de l'Australie. Alors que Grainger n'a que 11 ans, ses parents divorcent : son père, alcoolique, a contracté la syphilis et l'a transmise à sa femme. En 1895, Grainger et sa mère, une femme cultivée au tempérament autoritaire et possessif, rejoignent l'Europe afin de parfaire l'éducation musicale du jeune musicien. Sa mère choisit le Conservatoire du docteur Hoch à Francfort-sur-le-Main, puis les cours de Ferruccio Busoni à Berlin en 1903.
De 1901 à 1914, Grainger vit à Londres, où il se lie d'amitié avec Edvard Grieg dont il admire la musique. Grieg s'est longtemps intéressé à la musique populaire traditionnelle de son pays natal la Norvège, et Grainger fait de même en Angleterre grâce à un phonographe à cylindre de cire. Pendant cette période, Grainger compose pour le piano dont il est déjà un remarquable interprète.
Percy Grainger émigre aux États-Unis avant que n'éclate la Première Guerre mondiale en 1914. Il y soutient financièrement l'effort de guerre et se produit au saxophone ou au hautbois auprès des militaires engagés. En 1918, il obtient la nationalité américaine. Sa pièce pour piano Country Gardens devient alors un succès, alors que Grainger juge l'œuvre mineure. Une certaine aisance financière permet à Grainger et sa mère de s'installer dans les environs cossus de New York. Sa mère se suicide en 1922, libérant ainsi l'artiste d'une relation étouffante.
La même année, il se rend au Danemark afin de recueillir et orchestrer nombre de musiques populaires traditionnelles de ce pays.
En novembre 1926, Grainger tombe amoureux de la poétesse suédoise Ella Viola Ström (1889-1979). Il se marie le 9 août 1928 après une cérémonie spectaculaire qui prend la forme d'un concert donné à l'Hollywood Bowl devant 20 000 personnes, avec un orchestre composé de 126 musiciens et un chœur. Il interprète To a Nordic Princess, une nouvelle composition dédiée à Ella.
En décembre 1929, Grainger présente une nouvelle théorie musicale appelée "Elastic Scoring" qui encourage les arrangements conjointement aux orchestrations originales. En 1932, il devient professeur à l'université de New York où il assoit sa réputation au niveau de la recherche et de l'innovation musicales. Il invite ainsi le compositeur de jazz Duke Ellington, mais l'expérience est de courte durée.
En 1940, Grainger se rend à Springfield et donne des concerts pour soutenir les engagés. Néanmoins, sa notoriété décline après la guerre en raison d'une moindre virtuosité au piano et d'une musique quelque peu passée de mode. Pendant ses dernières années, il invente avec Burnett Cross la "Free Music Machine", ancêtre du synthétiseur.

## Notoriété
Sa musique à part, Grainger a pu choquer pour ses penchants sado-masochistes dont il ne s'est jamais caché, et pour ses théories raciales affirmant la primauté de l'homme blond aux yeux bleus[réf. nécessaire]. Il a également défendu la langue anglaise en rejetant la terminologie italienne traditionnelle courante de tempo et de nuance au profit d'expressions anglaises telles que louden, soften et holding back au lieu de crescendo, diminuendo et meno mosso.
On pourra ainsi trouver paradoxale son admiration sincère pour des musiciens comme Duke Ellington et George Gershwin.
Il a suivi une démarche évolutive assez personnelle, participant d'une recherche de l'insolite et d'un goût de l'étrange. Son étude approfondie de la musique traditionnelle est à la base de la structure mélodique et rythmique de sa propre musique. De l'Irlande à Bali, en passant par la Scandinavie, sa curiosité n'avait pas de limites.
Il a cultivé la polytonalité, les micro-intervalles et les rythmes complexes. L'expérimentation d'instruments inhabituels a été l'une des préoccupations constantes de sa vie. Il a également mis en pratique sa conception de la « musique libre », une musique dans laquelle le temps, le rythme et la structure sont libérés des limites habituelles de la gamme, du battement de la mesure et de l'harmonie.

## Œuvres principales
Grainger est surtout connu d'un vaste public pour ses quelque 500 arrangements de musique traditionnelle populaire comme Country Gardens (1904), Molly on the Shore (1908), Mock Morris (1910) et Handel in the Strand (1930).

### Œuvres pour orchestre
- Colonial Song (1928)
- In a Nutshell, Suite
- Molly on the Shore, Irish Reel
- The Warriors, Musique pour un ballet imaginaire
- The Merry Wedding, pour chœur et orchestre
- Danish Folksong Suite
- Arrival Platform Humlet, pour orchestre et piano
- Australian Marching Song
- Beaches of Lukannon, pour chœur mixte et cordes

### Œuvres pour vents
- Hill Song n° 1 (1901-1902)
- Lads of Wamphray, Marche (1905)
- Walking Tune (1905)
- Hill Song n° 2, dédiée au compositeur anglais Balfour Gardiner (1907)
- Mock Morris (1910)
- The Sussex Mummers' Christmas Carol (1911)
- I’m Seventeen Come Sunday (1911)
- Willow, Willow (1911)
- Sir Eglamore, pour chœur mixte et vents (1912)
- The Bride’s Tragedy, pour chœur mixte et vents (1914)
- Arrival Platform Humlet (1916)
- The Warriors (1916)
- Children’s March: Over the Hills and Far Away (1918)
- Irish Tune from County Derry; Shepherd's Hey (1918)
- Molly on the Shore (1919)
- The Widow’s Party, pour chœur d'hommes et vents (1923)
- Colonial Song (1928)
- Sérénade toscane op. 3 n°6 de Gabriel Fauré, arrangement pour vents (1937)
- Lincolnshire Posy (en) (1937)
  - 1 Lisbon (Dublin Bay)
  - 2 Horkstow Grange
  - 3 Rufford Park Poachers
  - 4 The Brisk Young Sailor
  - 5 Lord Melbourne
  - 6 The Lost Lady Found
- The Merrie King (1938)
- The Immovable Do (1939)
- The Duke of Marlborough Fanfare (1939)
- The "Gum-Sucker's" March (1942)
- Chorale n°2 de César Franck, arrangement pour vents (1942)
- The Power of Rome and the Christian Heart (1943)
- Marching Song Of Democracy, pour chœur mixte et vents (1948)
- Ye Banks and Braes o' Bonnie Doon (1949)
- Country Gardens (1953)
- Bell Piece, Fantaisie composée d'après un Lied de John Dowland Now o now I needs must part (1953)
- Faeroe Island Dance (Let’s Dance Gay In Green Meadow <Neath The Mould Shall Never Dancer's Tread Go>) (1954)
- Angelus Ad Virginem
- Australian Up-Country Song

### Musique de chambre
- The Three Ravens, pour baryton, chœur et cinq clarinettes (1902)
- Died For Love, pour un soliste vocal, flûte, clarinette et basson (1907)
- Walking Tune, pour quintette de vents (1912)
- The Merrie King (1938)
- Afterword, pour chœur et cuivres
- As Sally Sat A’Weeping, pour quintette de cuivres
- Beautiful Fresh Flower, pour trio de saxophones

### Œuvres pour clavier
- Always Merry and Bright, pour clavier à quatre mains
- Zanzibar Boat-Song, pour piano à six mains

### Musique vocale
- Agincourt Song, pour chœur
- Anchor Song, pour chœur
- At Twilight, pour chœur mixte et ténor

## Discographie
- Songs , David Wilson-Johnson, David Owen Norris, piano. (Pearl SHE 572).

## Hommages
- Depuis 2012, un cratère de la planète Mercure est nommé Grainger en son honneur[2].

### Bases de données et dictionnaires
- Ressources relatives à la musique :   - International Music Score Library Project
  - AllMusic
  - Carnegie Hall
  - Discography of American Historical Recordings
  - Discogs
  - Grove Music Online
  - MusicBrainz
  - Muziekweb
  - Répertoire international des sources musicales
  - Songkick
- Ressources relatives aux beaux-arts :   - Design & Art Australia Online
  - National Portrait Gallery
- Ressource relative à plusieurs domaines :   - Radio France
- Ressource relative à l'audiovisuel :   - IMDb
- Notices dans des dictionnaires ou encyclopédies généralistes :   - American National Biography
  - Australian Dictionary of Biography
  - Britannica
  - Brockhaus
  - Den Store Danske Encyklopædi
  - Deutsche Biographie
  - Dictionary of Sydney
  - Gran Enciclopèdia Catalana
  - Internetowa encyklopedia PWN
  - Nationalencyklopedin
  - Oxford Dictionary of National Biography
  - Store norske leksikon
  - Treccani
  - Universalis
- Notices d'autorité :   - VIAF
  - ISNI
  - BnF (données)
  - IdRef
  - LCCN
  - GND
  - Italie
  - Japon
  - CiNii
  - Espagne
  - Belgique
  - Pays-Bas
  - Pologne
  - Israël
  - NUKAT
  - Suède
  - Canada
  - Australie
  - WorldCat